# Момци са Баније
Момци са Баније су бивши српски музички састав, који је изводио крајишку народну музику. Састав је настао 2008. године.

## Историја групе
Музички састав Момци са Баније настао је 2008. године. Састав је формирао Драган Петровић из Брезовог Поља код Глине. Музички састав Момци са Баније добио је име по истоименој области, која представља подручје Крајине уз ријеке Уну, Саву и Глину. Групу је основао Драган Петровић, након гашења састава Звуци Баније. Састав је заправо био дует, у којем је Драган Петровић био пратећи вокал, а солиста Зоран такође је био из Брезовог Поља.
Први и једини музички албум Момци са Баније су издали 2008. године. Чланови групе били су Глињани. Група је била активна до 2013. године. Након овог, Драган Петровић наставља самосталну каријеру, прво као Драган са Баније, а касније као Драган Петровић.

## Естрадна каријера

### Музички албуми
Свој једини музички албум Момци са Баније су издали за бијељински Реноме, 2008. године. Албум, који је био у формату компакт-диска, носио је назив Оно моје на Банији. Албум је имао осам пјесама. Музику је радио Борислав Боцо Томашевић, док су текстописци били Л. Пајчин, М. Ромчевић, П. Ерак и М. Пауковић. Пратећи вокал био је Драган Петровић.
Група је снимила и студијске телевизијске музичке спотове.

### Естрадни наступи
Момци са Баније су били гости у емисији Завичају, мили рају, која је снимана за продукцијску кућу Реноме, а емитована је на бијељинској Телевизији БН, као и у емисији Добро вече, родни крају, која се емитује на Телевизији Дуга плус.

### Чланови
- Драган Петровић – Вођа групе, пратећи вокал.

### Хитови

#### Најпознатији хитови
- Оно моје на Банији (2008)
- Тужно плаче Шамарица (2008)

#### Остали хитови
- Банија (2008)
- Завичајна пјесма (2008)

## Дискографија

### Албуми
- Оно моје на Банији, Реноме (2008)